# AEW Capital Management
AEW Capital Management L.P. mit Sitz in Boston und deren Schwestergesellschaft AEW Europe S.A. mit Sitz in Paris sind Unternehmen der Immobilienwirtschaft. Beide sind Teil der Natixis Global Asset Management, der Vermögensverwaltungseinheit der französischen Natixis Bankengruppe. Die AEW Gruppe investiert und verwaltet weltweit Immobilien für ihre privaten und institutionellen Anleger. 2015 verwaltete AEW Capital Management  Immobilien und Anlagen im Wert von US$ 34 Mrd. CEO ist Jeffrey Davis Furber.

## Curzon Global Partners
Curzon Global Partners, kurz Curzon, sind von AEW Europe verwaltete geschlossene Immobilienfonds (Curzon Capital Partners I und Curzon Capital Partners II). In Deutschland wurde Curzon bekannt, als Curzon die 17 Immobilien der KarstadtQuelle-Tochterfirma SinnLeffers (Textilkaufhaus) im Wert von rund 200 Millionen Euro erwarb. Die Immobilien sind von der neu gegründeten SinnLeffers weiterhin angemietet.
- Im Februar 2005 erwarb das Unternehmen für über 100 Millionen Euro 22 von insgesamt 52 Filialen der Schuhhandelskette Salamander von der EnBW (die restlichen – besten – Filialen, Handelsaktivitäten und Rechte an der Marke Salamander wurden von der EnBW zum 1. April 2005 an EganaGoldpfeil veräußert).
- Ende 2005 übernahm Curzon von der Handelskette Metro Group 53 Immobilien der Baumarktgruppe Praktiker für über 450 Millionen Euro.
- Ende 2006 erwarb Curzon von der Hannoverschen Volksbank ein Paket von 42 Objekten im Rahmen eines langfristig angelegten Sale-Lease-Back-Geschäftes.

## AEW in Deutschland
In Deutschland ist die Tochtergesellschaft AEW Invest GmbH mit Sitz in Düsseldorf vertreten und einem weiteren Standort in Frankfurt.